# تپه اطراف شهر سوخته ۲۶۰
تپه اطراف شهر سوخته ۲۶۰ در شهرستان زابل، بخش شیب آب، دهستان لوتک، ۱۵/۴۴ک متری جنوب غرب پایگاه باستان‌شناسی شهر سوخته واقع شده و این اثر در تاریخ ۲۰ اسفند ۱۳۸۵ با شمارهٔ ثبت ۱۸۰۶۸ به‌عنوان یکی از آثار ملی ایران به ثبت رسیده است.